# Джолин Цай
Джолин Цай (на английски: Jolin Tsai), е тайвански певица.

## Биография
Тя е родена в Ню Тайпе, Тайван на 15 септември 1980 г.

## Дискография
1. 1999 – 1019
2. 2000 – Don't Stop
3. 2000 – Show Your Love
4. 2001 – Lucky Number
5. 2003 – Magic
6. 2004 – Castle
7. 2005 – J-Game
8. 2006 – Dancing Diva
9. 2007 – Agent J
10. 2009 – Butterfly
11. 2010 – Myself
12. 2012 – Muse
13. 2014 – Play